# Ululodes arizonensis
Ululodes arizonensis is een insect uit de familie van de vlinderhaften (Ascalaphidae), die tot de orde netvleugeligen (Neuroptera) behoort. 
Ululodes arizonensis is voor het eerst wetenschappelijk beschreven door Banks in 1907.